# 올타임 베스트 -오리지널-
《올타임 베스트 -오리지널-》(일본어: オールタイム・ベスト -オリジナル- 올타이무 베스토 오리지나루[*])는 일본의 여가수 나카모리 아키나(中森明菜)의 베스트 음반으로 2014년 8월 6일에 발매하였다. (2CD: UPCH-1990, 2CD+DVD: UPCH-9954) 2010년 10월 말, 나카모리가 컨디션 불량을 이유로 활동을 중단한 이후 처음 낸 음반으로 베스트 음반이지만 자신이 예전에 몸담았던 워너 뮤직 재팬과 현 레이블인 유니버설 뮤직이 합작하여 그녀의 히트곡을 모두 망라한 베스트 음반이다. DISC 1은 워너 뮤직 재팬 시절에 낸 곡들로, 그리고 DISC 2에는 유니버설 뮤직 아래에서 내놓은 곡들이 수록되어 있다. 또한 DISC 2 마지막에는 4년만에 내놓은 신곡 〈SWEET RAIN〉도 실려있는데, 이 곡은 7월 16일에 이미 디지털 다운로드로 미리 풀린 적이 있다.
발매 당일에 오리콘 데일리 앨범 차트 2위를 기록하였고, 2014년 8월 18일자 오리콘 주간 앨범 차트에서는 3위를 기록하였다. 이것은 나카모리가 1991년 26번째 싱글이었던 〈후타리시즈카 -「천하전설살인사건」으로부터〉가 3위를 기록한 이후 주간 차트에 톱3로 올라온건 23년만이다. 이어서 8월 25일자 오리콘 주간 앨범 차트에서도 2주 연속 3위를 기록했다. 또한 8월자 오리콘 월간 앨범 차트에서는 5위, 2014년 오리콘 연간 앨범 차트에서는 46위를 기록하였다.

## 수록곡
| #            | 제목                                                                                 | 작사            | 작곡              | 편곡                             | 재생 시간 |
| ------------ | ------------------------------------------------------------------------------------ | --------------- | ----------------- | -------------------------------- | --------- |
| 1.           | 〈〈슬로우 모션〉(スローモーション)〉                                                | 키스기 에츠코   | 키스기 다카오     | 후나야마 모토키                  |           |
| 2.           | 〈〈소녀A〉(少女A)〉                                                                 | 우리노 마사오   | 세리자와 히로아키 | 하기타 미츠오                    |           |
| 3.           | 〈〈세컨드 러브〉(セカンド・ラブ)〉                                                  | 키스기 에츠코   | 키스기 다카오     | 하기타 미츠오                    |           |
| 4.           | 〈〈1/2의 신화〉(1/2の神話)〉                                                        | 우리노 마사오   | 오사와 요시유키   | 하기타 미츠오                    |           |
| 5.           | 〈〈금구〉(禁区)〉                                                                   | 우리노 마사오   | 호소노 하루오미   | 호소노 하루오미, 하기타 미츠오   |           |
| 6.           | 〈〈키타 윙〉(北ウイング)〉                                                          | 강진화          | 하야시 테츠지     | 하야시 테츠지                    |           |
| 7.           | 〈〈서던 윈드〉(サザン・ウインド)〉                                                  | 키스기 에츠코   | 다마키 코지       | 세오 이치조                      |           |
| 8.           | 〈〈십계 (1984)〉(十戒 (1984))〉                                                     | 우리노 마사오   | 다카나카 마사요시 | 다카나카 마사요시, 하기타 미츠오 |           |
| 9.           | 〈〈장식이 아니야, 눈물은〉(飾りじゃないのよ涙は)〉                                  | 이노우에 요스이 | 이노우에 요스이   | 하기타 미츠오                    |           |
| 10.          | 〈〈미 아모레〉(ミ・アモーレ〔Meu amor é･･･〕)〉                                     | 강진화          | 마츠오카 나오야   | 마츠오카 나오야                  |           |
| 11.          | 〈〈DESIRE -정열-〉(DESIRE -情熱-)〉                                                 | 아키 요코       | 스즈키 키사부로   | 시이나 카즈오                    |           |
| 12.          | 〈〈집시 퀸〉(ジプシー・クイーン)〉                                                  | 마츠모토 잇키   | 구니야스 와타루   | 고바야시 신고                    |           |
| 13.          | 〈〈난파선〉(難破船)〉                                                               | 가토 도키코     | 가토 도키코       | 와카쿠사 케이                    |           |
| 14.          | 〈〈TATTOO〉〉                                                                       | 모리 유리코     | 세키네 안리       | EUROX                            |           |
| 15.          | 〈〈후타리시즈카 -「천하전설살인사건」으로부터〉(二人静 -「天河伝説殺人事件」より)〉 | 마츠모토 다카시 | 세키구치 마코토   | 이노우에 아키라                  |           |
| 총 재생 시간 | 총 재생 시간                                                                         | 총 재생 시간    | 총 재생 시간      | 총 재생 시간                     | 60:47     |

| #            | 제목                                                                | 작사                   | 작곡                                              | 편곡              | 재생 시간 |
| ------------ | ------------------------------------------------------------------- | ---------------------- | ------------------------------------------------- | ----------------- | --------- |
| 1.           | 〈〈Everlasting Love〉〉                                            | 오오누키 다에코        | 사카모토 류이치                                   | 사카모토 류이치   |           |
| 2.           | 〈〈애무〉(愛撫)〉                                                  | 마츠모토 다카시        | 코무로 테츠야                                     | 코무로 테츠야     |           |
| 3.           | 〈〈월화〉(月華)〉                                                  | 마츠이 고로            | 카지와라 슈고                                     | 마츠모토 아키히코 |           |
| 4.           | 〈〈태초에, 여자는 태양이었다〉(原始、女は太陽だった)〉             | 오이카와 네코          | MASAKI                                            | 이와사키 야스노리 |           |
| 5.           | 〈〈MOONLIGHT SHADOW - 달에 짖어라〉(MOONLIGHT SHADOW-月に吠えろ)〉 | 다카미자와 토시히코    | 코무로 테츠야                                     | 코무로 테츠야     |           |
| 6.           | 〈〈APPETITE〉〉                                                    | 나츠노 세리코          | U-ki                                              | U-ki              |           |
| 7.           | 〈〈귀성 ~Never Forget~〉(帰省 〜Never Forget〜)〉                  | 스즈 야스히로, atsuko  | 스즈 야스히로                                     | 센주 아키라       |           |
| 8.           | 〈〈The Heat ~musica fiesta~〉〉                                    | Adya                   | URU                                               | URU               |           |
| 9.           | 〈〈Days〉〉                                                        | 나카모리 아키나        | 오다 테츠로                                       | 다케베 사토시     |           |
| 10.          | 〈〈낙화유수〉(落花流水)〉                                          | 마츠모토 다카시        | 하야시다 켄지                                     | 사카모토 마사유키 |           |
| 11.          | 〈〈꽃이여, 춤춰라〉(花よ踊れ)〉                                    | 카렌                   | 하바 히토시                                       | 우에스기 히로시   |           |
| 12.          | 〈〈DIVA〉〉                                                        | Ryohei Matsufuji       | Philippe-Marc Anquetil, Chris Lee-Joe, Emma Rohan |                   |           |
| 13.          | 〈〈Crazy Love〉〉                                                  | 엔도 코조, Miran:Miran | Fredrik Bostrom, Anna Nordell, Calle Kindbom      |                   |           |
| 14.          | 〈〈I hope so〉〉                                                   | 나카모리 아키나        | 이노우에 신지로, 다케베 사토시                    | 다케베 사토시     |           |
| 15.          | 〈〈SWEET RAIN〉〉                                                  | Ryohei Matsufuji       | 카와노 케이                                       | 카와노 케이       |           |
| 총 재생 시간 | 총 재생 시간                                                        | 총 재생 시간           | 총 재생 시간                                      | 총 재생 시간      | 70:22     |